# 16211 Samirsur
16211 Samirsur è un asteroide della fascia principale. Scoperto nel 2000, presenta un'orbita caratterizzata da un semiasse maggiore pari a 2,3155210 UA e da un'eccentricità di 0,1167399, inclinata di 3,86294° rispetto all'eclittica.